# Polinom Laurent
În matematică un polinom Laurent (numit după Pierre Alphonse Laurent) într-o variabilă pe un corp {\displaystyle {F}} este o combinație liniară de puteri pozitive și negative ale variabilei cu coeficienți în {\displaystyle \left\{F\right\}.} Polinoamele Laurent din X formează un inel notat cu {\displaystyle \left\{F\right\}\left[X,X^{-1}\right].} Ele diferă de polinoamele obișnuite prin faptul că pot avea termeni de grad negativ. Construcția polinoamelor Laurent poate fi repetată, conducând la inelul polinoamelor Laurent cu mai multe variabile. Polinoamele Laurent sunt de o importanță deosebită în studiul funcțiilor de mai multe variabile complexe.

## Definiție
Un polinom Laurent cu coeficienți într-un corp F este o expresie de forma
{\displaystyle p=\sum _{k}p_{k}X^{k},\quad p_{k}\in F}
unde X este o variabilă formală, indicele de însumare k este un număr întreg (nu neapărat pozitiv) și doar un număr finit de coeficienți pk sunt diferiți de zero. Două polinoame Laurent sunt egale dacă coeficienții lor sunt egali. Astfel de expresii pot fi adunate, înmulțite și readuse la aceeași formă prin reducerea termenilor similari. Formulele pentru adunare și înmulțire sunt exact aceleași ca și la polinoamele obișnuite, cu singura diferență că atât puterile pozitive, cât și cele negative ale lui X pot fi prezente:
{\displaystyle \left(\sum _{i}a_{i}X^{i}\right)+\left(\sum _{i}b_{i}X^{i}\right)=\sum _{i}(a_{i}+b_{i})X^{i}}
și
{\displaystyle \left(\sum _{i}a_{i}X^{i}\right)\cdot \left(\sum _{j}b_{j}X^{j}\right)=\sum _{k}\left(\sum _{i,j:i+j=k}a_{i}b_{j}\right)X^{k}.}
Deoarece doar un număr finit de coeficienți ai și bj sunt diferiți de zero, toate sumele efective au doar un număr finit de termeni, prin urmare sunt polinoame Laurent.

## Proprietăți
- Un polinom Laurent peste {\displaystyle \mathbb {C} } poate fi privit ca o serie Laurent⁠(d) în care doar un număr finit de coeficienți sunt diferiti de zero.
- Inelul polinoamelor Laurent R[X, X −1] este o extindere a inelului de polinoame⁠(d) R[X] obținut prin „inversarea lui X”. Mai riguros, este localizarea inelului de polinoame în mulțimea multiplicativă formată din puterile nenegative ale lui X. Multe proprietăți ale inelului de polinoame Laurent decurg din proprietățile generale de localizare.
- Inelul polinoamelor Laurent este un subinel al funcțiilor raționale.
- Inelul polinoamelor Laurent peste un corp este un inel noetherian (dar nu un inel artinian).
- Dacă R este un domeniu de integritate, unitățile inelului de polinoame Laurent R[X, X −1] au forma uXk, unde u este o unitate a lui R și k este un număr întreg. În special, dacă K este un corp, atunci unitățile lui K[X, X −1] au forma aXk, unde a este un element diferit de zero al lui K.
- Inelul de polinoame Laurent R[X, X −1] este izomorf cu inelul grupului {\displaystyle \mathbb {Z} } al întregilor peste R. Mai general, inelul polinom Laurent de n variabile este izomorf cu inelul grupului abelian liber de rangul n. Rezultă că inelul de polinoame Laurent poate fi dotat cu structura algebrei Hopf⁠(d) comutativă, cocomutativă.